# Double Impact
Double Impact (tựa tiếng Việt: Cú đòn kép) là một bộ phim hành động - võ thuật - tâm lý năm 1991 của Mỹ do Sheldon Lettich làm đạo diễn và biên kịch. Nam diễn viên Jean-Claude Van Damme không những đóng hai vai chính trong phim mà còn là nhà sản xuất và biên kịch.

## Nội dung
Phim mở đầu bằng cảnh lễ khánh thành đường hầm cảng Victoria ở Hồng Kông, khi buỗi lễ kết thúc thì vợ chồng thương gia người Mỹ Paul Wagner bị một nhóm sát thủ giết chết, bọn này làm theo lệnh của tên thương gia Nigel Griffith và tên trùm xã hội đen Tam Hoàng Raymond Zhang, chúng định giết luôn hai đứa bé song sinh Alex và Chad. Vệ sĩ của Wagner là ông Frank Avery xuất hiện kịp thời, ông bắn chết vài tên sát thủ rồi bế đứa bé Chad bỏ chạy, sau ngày hôm đó ông Frank đưa Chad về Mỹ nuôi đến khôn lớn, còn Alex được người đàn bà bản xứ gửi vào trại mồ côi. Hai anh em Alex và Chad phải xa nhau từ đó.
25 năm sau, Chad trở thành võ sư karate ở Mỹ, còn Alex là giang hồ ở Hồng Kông, ông Frank bảo Chad đến Hồng Kông làm ăn với mình. Khi đến nơi, Frank và Chad gặp Alex, lúc này Alex đang làm việc với Zhang và cô bạn gái Danielle của anh là nhân viên trong công ty Griffith, mặc dù Frank cố giải thích chuyện năm xưa nhưng Alex và Chad không tin nhau là anh em vì cả hai không ưa nhau. Sau khi ba người chạy thoát khỏi cảnh sát biển Hồng Kông trong vụ buôn lậu xe hơi, Chad bị thuộc hạ của Zhang bắt đi do chúng lầm anh là Alex. Khi về nhà, Chad kể cho Frank và Alex nghe về phòng thí nghiệm ma túy của Zhang ở vịnh Causeway, Alex và Chad lên kế hoạch dùng chất nổ C-4 phá phòng thí nghiệm đó và họ đã thành công.
Sau đó, Danielle cho Alex biết về cuộc họp của Zhang với nhiều ông chủ khác trong một hộp đêm. Alex, Chad và Frank định dùng C-4 cài vào thùng rượu Cognac để sát hại Zhang nhưng thất bại, Zhang và Griffith phát hiện ra Alex và Chad chính là cặp song sinh của 25 năm trước. Danielle nghe lời Alex lục lọi tài liệu của Griffith trong công ty nhưng bị Kara - tay sai của Griffith bắt gặp, Chad giúp Danielle chạy thoát khỏi thuộc hạ của Zhang đúng lúc chúng định thủ tiêu cô. Thấy Chad gần gũi Danielle nên Alex tức giận đánh nhau với Chad.
Sáng hôm sau, bọn thuộc hạ của Zhang đến nhà bắt Frank và Danielle đi, may mắn là chúng không thấy Alex và Chad do cả hai đã bỏ ra ngoài. Chờ cho đám sát thủ về bớt, Alex và Chad lao ra giết sạch bọn còn lại. Đến lúc này hai anh em mới cảm thấy họ cần nhau, họ hợp sức đi cứu Frank và Danielle. Tối hôm đó, Alex và Chad đến bến tàu - nơi mà Frank và Danielle bị giam giữ, cả hai tiêu diệt được Zhang, Griffith và tất cả bọn thuộc hạ. Hai anh em giải cứu Frank và Danielle, giờ đây họ đã làm xong việc trả thù cho bố mẹ.

## Diễn viên
- Jean-Claude Van Damme vai Alex Wagner / Chad Wagner
- Geoffrey Lewis vai Frank Avery
- Alonna Shaw vai Danielle Wilde
- Alan Scarfe vai Nigel Griffith
- Trần Hân Kiện vai Raymond Zhang
- Dương Tư vai Moon
- Corinna "Cory" Everson vai Kara
- Andy Armstrong vai Paul Wagner
- Sarah-Jane Varley vai Katherine Wagner
- Alicia Stevenson vai Chad lúc nhỏ
- Paul Aylett vai Alex lúc nhỏ
- Lee Tat Chiu vai Thuộc hạ của Zhang
- Lee Bing Chiu vai Thuộc hạ của Zhang
- Wong Chi Kin vai Thuộc hạ của Zhang
- David Ho vai Thuộc hạ của Zhang
- Wu Fong Lung vai Y tá người Hoa
- Yuk-San Cheung vai Cảnh sát biển Hồng Kông
- John Shum vai Cảnh sát biển Hồng Kông

## Phản ứng
Double Impact trình chiếu lần đầu vào ngày 9 tháng 8 năm 1991 và nhận được nhiều phản ứng tiêu cực, hầu hết các nhà phê bình cho rằng đây là có một bộ phim hành động ngu dốt và chỉ có mánh lới quảng cáo bằng Jean-Claude Van Damme đóng 2 vai. Roger Ebert đã nhận xét bộ phim có những giá trị hấp dẫn. Mặc dù phản ứng tiêu cực, nhưng bộ phim lại đạt được thành công thương mại.

## Nhạc phim
Năm 1993, Silva America đã cho phát hành album nhạc phim  Double Impact Original Soundtrack Recordings của Arthur Kempel dưới dạng CD 12 nhạc, tổng thời lượng là 40 phút.
Tất cả nhạc phẩm được soạn bởi Arthur Kempel.
| Danh sách nhạc   | Danh sách nhạc                        | Danh sách nhạc |
| STT              | Nhan đề                               | Thời lượng     |
| ---------------- | ------------------------------------- | -------------- |
| 1.               | "Overture (được viết bởi Paul Dable)" | 01:16          |
| 2.               | "Dead Ringers"                        | 01:24          |
| 3.               | "The Brother's Revenge"               | 03:38          |
| 4.               | "I Miss You"                          | 00:55          |
| 5.               | "Battle at Sea"                       | 05:47          |
| 6.               | "Causeway Bay"                        | 07:19          |
| 7.               | "The Other Side of the World"         | 01:15          |
| 8.               | "Hong Kong Pursuit"                   | 04:14          |
| 9.               | "Zang's Offer"                        | 06:45          |
| 10.              | "The Brother's Reunion"               | 02:23          |
| 11.              | "End Title"                           | 02:50          |
| 12.              | "Feel the Impact"                     | 02:46          |
| Tổng thời lượng: | Tổng thời lượng:                      | 40:32          |